# Amata mindanaoensis
Amata mindanaoensis là một loài bướm đêm thuộc phân họ Arctiinae, họ Erebidae.